# Human Phenotype Ontology
Human Phenotype Ontology（HPO）は、ヒトの表現型に関する正式なオントロジーである   。Open Biomedical Ontologies Foundry のメンバーとの共同開発により、HPO には 13,000 以上の用語と156,000 以上の遺伝性疾に関するアノテーションが含まれている。OMIM（Online Mendelian Inheritance in Man）と医学文献のデータを用いて、HPO 含まれる用語を生成した。このオントロジーには、表現型と遺伝性疾患の間の5万以上のアノテーションが含まれている。

## 動機
Human Phenotype Ontology（HPO）は、ヒトの疾患にみられる表現型の異常の標準的な語彙として作成された。このオントロジーのデータは、臨床診断、モデル生物の表現型間のマッピング、臨床データベースの標準語彙として応用されている。 